# Regionalismo critico
Il regionalismo critico è un approccio all'architettura con il quale si cerca di opporsi all'idea di mancanza d'identità e/o di appartenenza di alcune architetture moderne avvalendosi del contesto geografico dell'edificio. Il termine fu introdotto dai teorici dell'architettura Alessandro Tzonis e Liane Lefaivre, successivamente, con un significato leggermente diverso, fu utilizzato dallo storico-teorico Kenneth Frampton.
L'idea di regionalismo critico emerse nel corso dei primi anni 1980 quando l'architettura postmoderna, che era nata a sua volta come reazione all'architettura moderna, era al suo apice. Tuttavia il maggior teorico del regionalismo critico, Kenneth Frampton, era critico anche verso il postmoderno. In realtà il regionalismo critico, a differenza del postmoderno piuttosto che pensare ad un affrettato rivolgimento all'indietro, tentò una rifondazione del moderno considerandolo, nei termini di Jürgen Habermas, un progetto incompiuto.
Proprio secondo quest'ultimo in questo contesto non prevale l'adozione di parametri efficientistici nel valutare gli spazi e i materiali dell'architettura ma si cerca di favorire lo sviluppo di "una cultura forte e carica di identità, che mantenga tuttavia aperti i contatti con la tecnica universale."

## Architetti del regionalismo critico
- Il termine regionalismo critico fu adottato da Tzonis e Lefaivre per descrivere l'architettura dei due architetti greci Dimitris & Suzana Antonakakis.
- Gino Valle, Tadao Andō, Ignazio Gardella, Mazharul Islam, Charles Correa, Álvaro Siza, Rafael Moneo, Geoffrey Bawa, Glenn Murcutt, Tay Kheng Soon, Juhani Pallasmaa, Juha Leiviskä, Carlo Scarpa, Tan Hock Beng, Eduardo Souto de Moura, Peter Zumthor, Sergio Los, Aris Konstantinidis.